# Tramway de Grudziądz

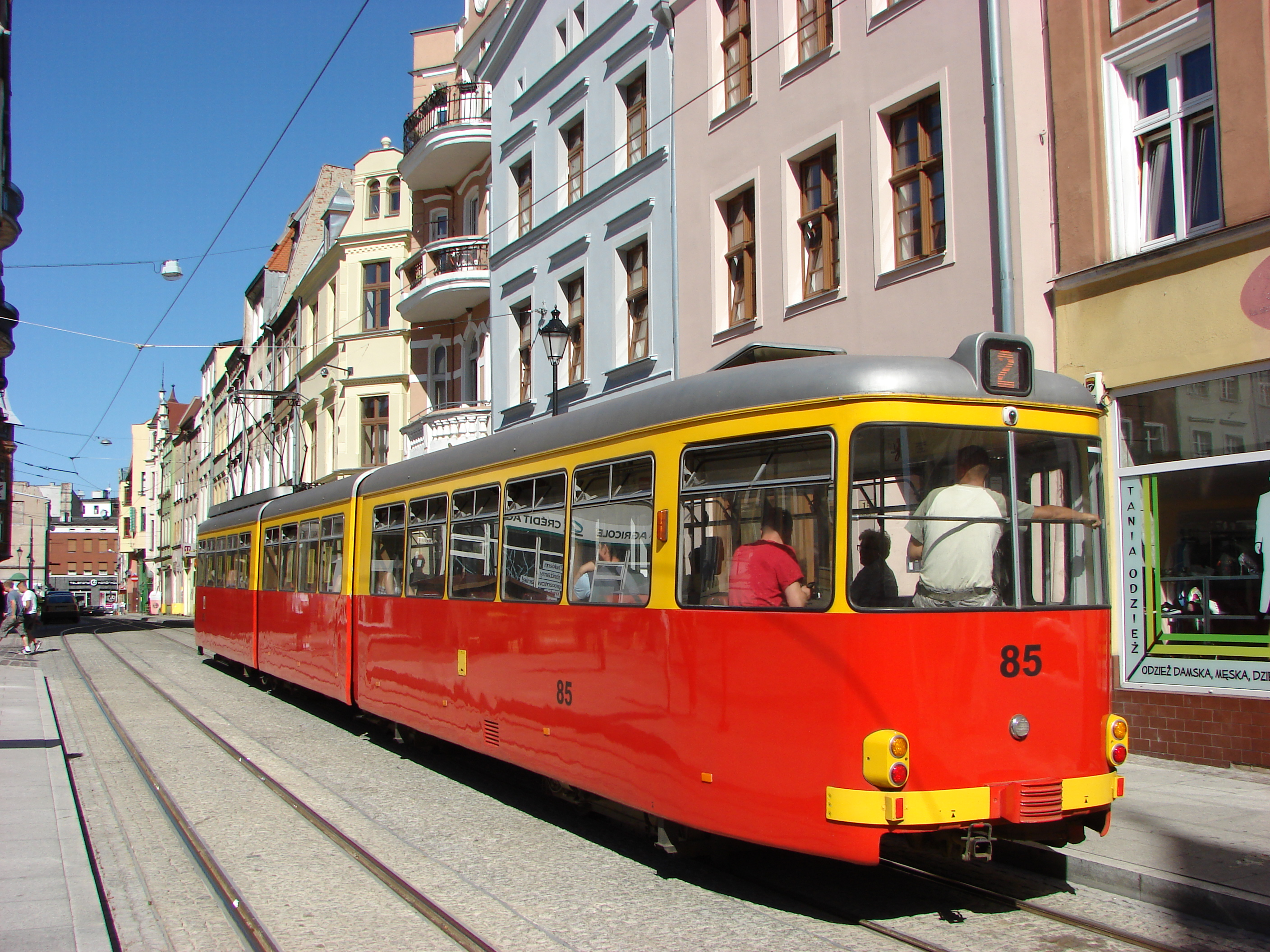
Düwag GT8.

Le tramway de Grudziądz est le réseau de tramways localisé dans la ville de Grudziądz, en Pologne. Créé en 1896, il compte aujourd'hui 2  lignes, qui desservent 20 arrêts. Grudziądz est la plus petite ville de Pologne à posséder un réseau de tramways.